# Polystalactica affinis
Polystalactica affinis är en skalbaggsart som beskrevs av Hermann Julius Kolbe 1895. Polystalactica affinis ingår i släktet Polystalactica och familjen Cetoniidae.

## Underarter
Arten delas in i följande underarter:
- P. a. chumai
- P. a. orientalis